# Angel Heart (film)
Angel Heart is een Amerikaanse film uit 1987, geschreven en geregisseerd door Alan Parker, naar het boek Falling Angel van William Hjortsberg. De film combineert elementen van film noir, detectiveverhalen en horror, en kan gezien worden als een variant van de Faustlegende.

## Verhaal
Het is 1955. Een New Yorkse privédetective, Harry Angel, krijgt een opdracht van de mysterieuze Louis Cyphre om een vermist persoon te gaan zoeken. Het gaat om de zanger Johnny Favorite, echte naam Liebling, die na een korte missie tijdens de Tweede Wereldoorlog met shellshock in een psychiatrische inrichting kwam, maar van wie sinds 1943 geen spoor meer is te vinden. Favorite heeft nog een schuld uitstaan bij Cyphre, en die wil hij graag innen.
De zoektocht naar Favorite leidt Harry Angel langs een keur aan niet-meewerkende personages op grimmige locaties, waarbij opvallend veel personen met wie Angel praat worden vermoord ná hem te hebben gesproken.
Uiteindelijk moet Angel naar New Orleans om het mysterie op te lossen. Dan blijkt dat Louis Cyphre (een variant van Lucifer) de duivel zelf is, en dat Favorites schuld bij hem diens ziel was, waar Cyphre dus nog altijd naar op zoek is.

## Rolverdeling
| Acteur              | Personage                  |
| ------------------- | -------------------------- |
| Mickey Rourke       | Harry Angel                |
| Robert De Niro      | Louis Cyphre               |
| Lisa Bonet          | Epiphany Proudfoot         |
| Charlotte Rampling  | Margaret Krusemark         |
| Stocker Fontelieu   | Ethan Krusemark            |
| Brownie McGhee      | Toots Sweet                |
| Michael Higgins     | Dr. Albert Fowler          |
| Elizabeth Whitcraft | Connie                     |
| Eliott Keener       | Det. Sterne                |
| Charles Gordone     | Spider Simpson, Bandleader |
| Dann Florek         | Herman Winesap             |
| Kathleen Wilhoite   | Nurse                      |
| George Buck         | Izzy                       |